# Clubiona yaroslavi
Clubiona yaroslavi är en spindelart som beskrevs av Mikhailov 2003. Clubiona yaroslavi ingår i släktet Clubiona och familjen säckspindlar. Inga underarter finns listade i Catalogue of Life.